# Аврора (мультфильм)
«Аврора» — кукольный мультипликационный фильм Романа Качанова, в полной мере раскрывающий первую часть сформулированного им творческого кредо: «Воспитание любви к Родине, к родителям, к миру романтики, к людям других стран, к природе».
В мультфильме, посвящённом истории крейсера «Аврора», впервые прозвучала песня Владимира Шаинского на слова Михаила Матусовского «Аврора» («Что тебе снится, крейсер „Аврора“…»), ставшая одним из неофициальных гимнов города Ленинграда.

## Сюжет
Обычная детская игра «в матросов», в обычном ленинградском дворе превратилась в нешуточный спор между мальчишками, как назвать деревянный корабль на детской площадке. Мальчишка в матросской форме корабля «Герой» знает и напевает красивую песню «По морям, по волнам», и уверенно наносит надпись на борту «Герой». А мальчишка в матросской форме с бескозыркой легендарного крейсера «Аврора» ни истории своего крейсера толком не знает, ни, тем более, песни о нём, и уходит ни с чем…
Обида и досада приводят мальчика за помощью к композитору. Но, оказалось, что и композитор также истории «Авроры» почти не знает, и песни об этом корабле ещё не существует! И, чтобы такая песня появилась, взрослый ведёт мальчишку в музей на борту крейсера.
Перед ними предстаёт история от славного парусного фрегата «Аврора» времён Крымской войны XIX века до могучего крейсера 1903 года, получившего такое же имя в память о фрегате — Цусимский бой 1905 года в Русско-японской войне, защита Петрограда, участие в Октябрьской революции, в обороне Ленинграда во время Великой Отечественной войны — все эти героические вехи в истории «Авроры» помогают создать композитору музыкальное произведение, которое сразу меняет сознание уличной детворы. Прослушав песню, они решают нанести на другой борт дворового корабля второе имя — «Аврора», в честь легендарного русского и советского крейсера.

## Съёмочная группа
- авторы сценария — Роман Качанов, Аркадий Тюрин
- текст песни — Михаила Матусовского
- режиссёр — Роман Качанов
- художник-постановщик — Леонид Шварцман
- оператор — Теодор Бунимович
- композитор — Владимир Шаинский
- звукооператор — Георгий Мартынюк
- художники-мультипликаторы: Юрий Норштейн, Елена Ливанова, Ольга Панокина
- редактор — Наталья Абрамова
- монтажёр — Надежда Трещёва
- консультант — капитан II ранга Борис Бурковский
- куклы и декорации изготовили: Владимир Алисов, Андрей Барт, Павел Лесин, Лилианна Лютинская, Олег Масаинов, Галина Филиппова, Семён Этлис
- под руководством — Романа Гурова
- директор картины — Натан Битман

## Роли озвучивали
- Вячеслав Тихонов — композитор
- Алексей Консовский — читает текст
- Мария Виноградова — мальчик в бескозырке «Аврора»
- Клара Румянова — мальчик и девочка
- Виктор Филиппов — матрос-сторож
- Тамара Дмитриева — мальчик в бескозырке «Герой» / мальчик в будёновке (не указана в титрах)